# Tamura Kiyoaki
Tamura Kiyoaki (田村 清顕, ? - 1586) était un samouraï Japonais et chef du clan des Tamura Le clan de Tamura était un clan de daimyō qui gouvernait une partie de la province Mutsu. Kiyoaki hérita de la tête du clan vers 1571.Sa fille Dame Tamura, épousa Date Masamune,,,.